# Câmpia Olteniei
Câmpia Olteniei este o câmpie, parte din Câmpia Română, reprezentând vestul extrem al acesteia. Este situată în regiunea Oltenia din sud-vestul României. Este formată din Câmpia Blahniței, Câmpia Băileștilor și Câmpia Romanaților.